# 马宏伟
马宏伟，中华人民共和国教育部长江学者特聘教授，东莞理工学院党委副书记，校长，主要从事冲击动力学与结构损伤检测领域的研究。

## 社会兼职
- 教育部力学专业教学指导委员会委员
- 中国力学学会理事